# Real Betis Balompié (femenino)
El Real Betis Féminas es la  sección / selección femenina de fútbol del Real Betis Balompié. Se creó en 2011 al absorber al Azahar Club de Fútbol, fundado en 2009. Actualmente compite en la Segunda División Femenina de España.
Juega sus partidos como local en la Ciudad Deportiva Luis del Sol de Sevilla

## Historia
En el año 2011 el Real Betis Balompié integró en su estructura a los equipos sénior y cadete "A" del Azahar, quedando el cadete "B" y el alevín en su antiguo club.
En su primera temporada, el equipo sénior del Betis femenino logró el ascenso a Segunda División Femenina tras la retirada del Taraguillas. En su segundo año el Betis dejó de contar con la colaboración del Azahar CF.
El Betis jugó la fase de ascenso a la Primera División Femenina tras la conclusión de la temporada 2014/15, pero perdió contra la UDG Tenerife. El conjunto verdiblanco volvería a disputar el ascenso al año siguiente, logrando esta vez su objetivo. El Betis femenino juega así desde la temporada 2016/17 en Primera.

### Trayectoria
| Temporada | Liga | Liga | Liga | Liga | Liga | Liga | Liga | Liga | Liga | Copa de la Reina  | Nota                 |
| Temporada | Div  | Pos. | J    | G    | E    | P    | GF   | GC   | Pts  | Copa de la Reina  | Nota                 |
| --------- | ---- | ---- | ---- | ---- | ---- | ---- | ---- | ---- | ---- | ----------------- | -------------------- |
| 2012-13   | 2ªD  | 5.º  | 26   | 13   | 4    | 9    | 41   | 33   | 43   | Sin participación |                      |
| 2013-14   | 2ªD  | 3.º  | 26   | 19   | 3    | 4    | 87   | 25   | 60   | Sin participación |                      |
| 2014-15   | 2ªD  | 1.º  | 26   | 23   | 2    | 1    | 116  | 13   | 71   | Sin participación | Eliminado en PlayOff |
| 2015-16   | 2ªD  | 1.º  | 26   | 23   | 3    | 0    | 132  | 5    | 72   | Sin participación | Ascenso              |
| 2016-17   | 1ªD  | 11.º | 30   | 10   | 4    | 16   | 36   | 51   | 34   | No clasificado    |                      |
| 2017-18   | 1ªD  | 6.º  | 30   | 14   | 4    | 12   | 40   | 37   | 46   | 1/4 de Final      |                      |
| 2018-19   | 1ªD  | 6.º  | 30   | 14   | 6    | 10   | 47   | 35   | 48   | 1/8 de Final      |                      |
| 2019-20   | 1ªD  | 12.º | 21   | 4    | 8    | 9    | 25   | 33   | 20   | 1/4 de Final      | Temp. Suspendida     |
| 2020-21   | 1ªD  | 12.º | 34   | 9    | 8    | 17   | 34   | 62   | 35   | No clasificado    |                      |
| 2021-22   | 1ªD  | 9.º  | 30   | 7    | 10   | 13   | 31   | 52   | 31   | 1/8 de Final      |                      |
| 2022-23   | 1ªD  | 12.º | 30   | 6    | 7    | 17   | 26   | 62   | 25   | 1/16 de Final     |                      |

| 2ªD | Segunda División | 1ªD | Primera División |

## Uniforme
- Uniforme titular: camiseta con rayas verticales blancas y verdes, pantalón blanco y medias verdes.
- Uniforme alternativo: camiseta verde oscura, pantalón verde oscuro y medias negras.

## Estadio
El equipo juega sus partidos en la Ciudad Deportiva Luis del Sol, un complejo deportivo inaugurado el 19 de diciembre de 1997. Se encuentra en el barrio de Los Bermejales, muy próximo al Estadio Benito Villamarín y acoge los entrenamientos del primer, segundo equipo y los equipos inferiores del club. 
El 10 de marzo de 2018 con motivo de la celebración de la "VI Semana de la Mujer Bética" el equipo jugó en el Estadio Benito Villamarin contra el Santa Teresa Club Deportivo ante la afluencia de 6643 espectadores.

## Datos del club
- Temporadas en Primera División (6): 2016 a 2023
- Temporadas en Segunda División (4): 2012 a 2016
- Mejor puesto en la liga: 6.º (Primera División, temporada 2017-18)
- Peor puesto en la liga:  12.º (Primera División, temporada 2019-20)

## Jugadoras

### Altas y bajas 2020-21
| Altas           |                |                      |                 |       |
| Jugador         | Posición       | Origen               | Tipo            | Cobro |
| Mari Paz Vilas  | Delantera      | Valencia CF          | Libre           | 0 €   |
| Eva Llamas      | Centrocampista | UDG Tenerife         | Libre           | 0 €   |
| Aixa Salvador   | Delantera      | Villarreal CF        | Libre           | 0 €   |
| Oriana Altuve   | Delantera      | Rayo Vallecano       | Libre           | 0 €   |
| Jenna McCormick | Defensa        | Melbourne Victory FC | Libre           | 0 €   |
| Dorine Chuigoué | Defensa        | EDF Logroño          | Libre           | 0 €   |
| Andrea Medina   | Defensa        | Cantera              | Sube del filial |       |

| Bajas                 |                |              |                 |       |
| Jugador               | Posición       | Destino      | Tipo            | Cobro |
| Willy                 | Centrocampista |              | Retirada        |       |
| Marianela Szymanowski | Delantera      | RCD Espanyol | Fin de contrato | 0 €   |

### Jugadoras internacionales
| Selección                                 | Categoría | # | Jugador(as)                                |
| España                                    | Absoluta  | 3 | Ángela Sosa, Rosa Márquez y Mari Paz Vilas |
| España                                    | Sub-19    | 2 | Rosa Márquez y Rosa Otermín                |
| Camerún                                   | Absoluta  | 1 | Michaela Abam                              |
| Francia                                   | Absoluta  | 1 | Méline Gérard                              |
| Datos actualizados a 30 de junio de 2020. |           |   |                                            |

## Categorías inferiores
Existen, además del primer equipo en la Primera División, otros cinco equipos de cantera:
- El Real Betis Féminas B que juega en Primera Nacional
- El Real Betis Féminas Juvenil que juega en la categoría juvenil de Andalucía, de chicas menores de 19 años.
- El Real Betis Féminas Cadete que juega en la categoría cadete de Andalucía, de chicas menores de 16 años.
- El Real Betis Féminas Infantil que juega en la categoría infantil de Andalucía, de chicas menores de 14 años.
- El Real Betis Féminas Alevín que juega en la categoría alevín de Andalucía, de chicas menores de 12 años.

Así mismo, el club tiene numerosas escuelas de benjamines que, al igual que las alevines e infantiles, disputan sus competiciones en la modalidad de fútbol 7.

## Palmarés

### Torneos nacionales
| Competición                               | Títulos          | Subcampeonatos |
| ----------------------------------------- | ---------------- | -------------- |
| Segunda División Femenina de España (2/0) | 2014-15, 2015-16 |                |